# Valle Hermoso (Córdoba)
Pour les articles homonymes, voir Valle Hermoso.
Valle Hermoso est une ville de la province de Córdoba, en Argentine.
Sa population est d'environ 5 500 habitants en 2001.